# Nekrolog 1295
Nekrolog
◄◄
| ◄
| 1291
| 1292
| 1293
| 1294
| 1295 | 1296 | 1297 | 1298 | 1299 | ► | ►►
Weitere Ereignisse | Allgemeiner Nekrolog 1295
Die Beschreibung der verstorbenen Person sollte so kurz wie möglich gehalten sein und nur deren signifikante Tätigkeit(en) enthalten.
Neue Namen ggf. auch unter dem Geburts- und Sterbedatum, also etwa unter 1. Januar und im Geburts- und Sterbejahr (2024) eintragen (nur bei entsprechender großer Wichtigkeit). Für Beispiele siehe die schon vorhandenen Artikel.
Außerdem über die fünf zuletzt Verstorbenen, zu denen es einen ausreichend guten Artikel für eine Präsentation auf der Hauptseite gibt, nach der todesbedingten Überarbeitung der Artikel ggf. auch unter Wikipedia Diskussion:Hauptseite informieren und sie am besten auch in den anderen Wikipedia-Sprachversionen eintragen. Tipp: Regelmäßig bei news.google.de nach „ist tot“, „gestorben“ oder „verstorben“ suchen.
Wenn eine Person gestorben ist, gibt es viele Seiten zu dieser Person in der Wikipedia, die davon auch betroffen sind und entsprechend aktualisiert werden müssen. Beispiele: Namenübersichtsseite, Geburtsjahr, Geburtsort-Seiten und viele mehr.
Wie finde ich die betroffenen Seiten?
Im Suchfeld auf der linken Seite gibt man den Suchbegriff so ein: „Vorname Nachname“. Dann klickt man auf Volltext und alle Seiten mit entsprechendem Suchtext werden aufgerufen. Hier sieht man dann schnell, wo auch das Todesjahr Sinn macht oder sogar ein Teil des Artikels angepasst werden muss. Auch hilft das „Werkzeug“ auf der linken Seite sehr gut, um solche Seiten aufzufinden: „Links auf diese Seite“. Somit ist die Wikipedia wieder aktuell in allen Bereichen! Hinweis: bei Eintragung der Kategorie „Gestorben JAHR“ wird der Missbrauchsfilter 49 ausgelöst, was jedoch nicht schlimm ist. Siehe: Spezial:Missbrauchsfilter/49
Dies ist eine Liste von im Jahr 1295 verstorbenen bekannten Persönlichkeiten. Die Einträge erfolgen innerhalb der einzelnen Daten alphabetisch sortiert. Tiere sind im Nekrolog für Tiere zu finden.

## Januar
| Tag       | Name                       | Beruf, bekannt als                             | Alter | Beleg |
| --------- | -------------------------- | ---------------------------------------------- | ----- | ----- |
| 2. Januar | Agnes von Baden-Österreich | Herzogin von Kärnten sowie Gräfin von Heunburg |       |       |

## Februar
| Tag         | Name       | Beruf, bekannt als | Alter | Beleg |
| ----------- | ---------- | ------------------ | ----- | ----- |
| 14. Februar | Rudolf II. | Markgraf von Baden |       |       |

## März
| Tag      | Name           | Beruf, bekannt als           | Alter | Beleg |
| -------- | -------------- | ---------------------------- | ----- | ----- |
| 31. März | Robert de Brus | englisch-schottischer Magnat |       |       |

## April
| Tag       | Name                | Beruf, bekannt als           | Alter | Beleg |
| --------- | ------------------- | ---------------------------- | ----- | ----- |
| 10. April | Balduin von Avesnes | Herr von Baudemont, Chronist | 75    |       |
| 25. April | Sancho IV.          | König von Kastilien und León |       |       |
| 27. April | John de Vescy       | englischer Ritter            |       |       |

## Mai
| Tag     | Name                      | Beruf, bekannt als | Alter | Beleg |
| ------- | ------------------------- | ------------------ | ----- | ----- |
| 28. Mai | Konrad II. von Wardenberg | Bischof von Minden |       |       |

## Juni
| Tag      | Name       | Beruf, bekannt als | Alter | Beleg |
| -------- | ---------- | ------------------ | ----- | ----- |
| 26. Juni | Barnim II. | Herzog von Pommern |       |       |

## August
| Tag        | Name                  | Beruf, bekannt als                                                    | Alter | Beleg |
| ---------- | --------------------- | --------------------------------------------------------------------- | ----- | ----- |
| 1. August  | Pietro Peregrossi     | Kardinal der katholischen Kirche                                      | 74    |       |
| 8. August  | Ottone Visconti       | Begründer der Macht der Familie Visconti in Mailand und der Lombardei |       |       |
| 13. August | Heinrich von Brettach | Reichsritter                                                          |       |       |
| 19. August | Karl Martell          | Titularkönig von Ungarn                                               | 23    |       |

## September
| Tag          | Name                     | Beruf, bekannt als  | Alter | Beleg |
| ------------ | ------------------------ | ------------------- | ----- | ----- |
| 2. September | Christian von Mühlhausen | Bischof von Samland |       |       |
| 8. September | Fenena von Kujawien      | Königin von Ungarn  |       |       |

## Oktober
| Tag        | Name                  | Beruf, bekannt als              | Alter | Beleg |
| ---------- | --------------------- | ------------------------------- | ----- | ----- |
| 5. Oktober | Baidu                 | mongolischer Ilchan von Persien |       |       |
| Oktober    | Thomas de Turberville | englischer Ritter               |       |       |

## November
| Tag         | Name         | Beruf, bekannt als                                         | Alter | Beleg |
| ----------- | ------------ | ---------------------------------------------------------- | ----- | ----- |
| 1. November | Meinhard II. | Tiroler Fürst und Begründer Tirols als eigenständiges Land |       |       |

## Dezember
| Tag          | Name                                  | Beruf, bekannt als                                         | Alter | Beleg |
| ------------ | ------------------------------------- | ---------------------------------------------------------- | ----- | ----- |
| 7. Dezember  | Gilbert de Clare, 6. Earl of Hertford | englischer Peer                                            | 52    |       |
| 16. Dezember | Roger de Meuland                      | englischer Geistlicher, Bischof von Coventry und Lichfield |       |       |
| 20. Dezember | Margarete von der Provence            | Königin von Frankreich (1234–1270)                         |       |       |
| 21. Dezember | Erich von Brandenburg                 | Erzbischof von Magdeburg (1283–1295)                       |       |       |

## Datum unbekannt
| Tag | Name                                 | Beruf, bekannt als                                                                                               | Alter | Beleg |
| --- | ------------------------------------ | --- | ----- | ----- |
|     | Abu Hafs Umar I.                     | Kalif der Hafsiden in Ifriqiya (1284–1295)                                                                       |       |       |
|     | Budvydas                             | Großfürst von Litauen                                                                                            |       |       |
|     | Gaichatu                             | mongolischer Ilchan von Persien                                                                                  |       |       |
|     | Konrad von Wurmlingen                | Kanoniker des Stifts St. Martin in Sindelfingen                                                                  |       |       |
|     | Kuna von Zbraslav und Kunstadt       | Burggraf von Veveří, Marschall von Mähren, Kämmerer von Olmütz sowie Burggraf von Vranov und Burggraf von Hradec |       |       |
|     | Maelgwn ap Rhys                      | walisischer Rebell                                                                                               |       |       |
|     | Nicholas Seagrave, 1. Baron Seagrave | englischer Rebell, Adliger und Militär                                                                           |       |       |
|     | Heinrich von Trevejach               | Bischof von Brixen                                                                                               |       |       |
|     | Mangold von Veringen                 | Abt der Reichenau (1294–1295)                                                                                    |       |       |
|     | Yeshe Rinchen                        | Kaiserlicher Lehrer (dishi)                                                                                      |       |       |